# Toana semiochrealis
Toana semiochrealis är en fjärilsart som beskrevs av Walker 1865. Toana semiochrealis ingår i släktet Toana och familjen nattflyn. Inga underarter finns listade i Catalogue of Life.